# Подвесной конвейер
Подвесно́й конве́йер — машина непрерывного действия, предназначенная для внутрицехового перемещения различных (преимущественно тарных и штучных) грузов.
Подвесной конвейер, как правило, включает:
- замкнутый в пространстве подвесной однорельсовый путь;
- ходовые тележки (каретки) с грузовыми подвесками (крючья, траверсы, этажерки, люльки, захваты, площадки и пр.);
- натяжное устройство;
- тяговый орган (цепь, реже стальной канат);
- одно либо несколько приводных устройств.

## Типы

### Подвесной грузонесущий конвейер[3]
Грузонесущие конвейеры предназначены только для непрерывного перемещения штучных грузов или тележек. У грузонесущих конвейеров как подвески, так и соединяющие их тяговые цепи перемещаются по одному и тому же подвесному пути. При этом скорость перемещения всех грузов всегда одинакова и совпадает со скоростью тяговой цепи.

### Подвесной толкающий конвейер[4]
У подвесного толкающего конвейера тележки с подвесками для грузов не прикреплены к тяговой цепи и движутся по отдельному подвесному пути толкателями, которые закреплены на тяговой цепи. Цепь с толкателями движется по тяговому пути, а тележки с грузами - по самостоятельному грузовому пути, который может иметь различные ответвления.  Не имея жесткой связи, грузовая тележка может двигаться вместе с цепью, но может быть и остановлена или переведена на другой путь там, где это необходимо.
Преимущества толкающего конвейера перед грузонесущим включают:
- возможность разветвлений грузового пути (возможность сортировки грузов);
- возможность установки различной скорости конвейера на разных участках за счет смены тяговой цепи;
- возможность остановки отдельных тележек на различных участках без остановки тяговой цепи.

К недостаткам относится то, что он требует больших капиталовложений и достаточно высокой культуры обслуживания.

### Подвесной грузоведущий конвейер[5][6]
Подвесной грузоведущий или тянущий (буксирный) конвейер имеет подвесной путь, по которому движутся каретки, соединенные одна с другой тяговой цепью (или канатом). Вместо подвесок для груза конвейер имеет напольные тележки, которые перемещаются по полу производственного помещения при помощи расположенной вверху тяговой цепи с каретками. Соединяется тележка с тяговой цепью при помощи крюка, кольца и стропы, зацепляемых за вилку каретки, или же при помощи толкателя. 
При первом исполнении тележки перемещаются по трассе постоянного контура, как у грузонесущего конвейера. Ведущий крюк крепится к телескопической стойке тележки, изменяя высоту которой, можно быстро прикреплять или отцеплять крюк от каретки на ходу конвейера. 
Во втором исполнении тележки при помощи стрелок, автоматического адресования и дополнительных механизмов могут выводиться с основной трассы на ответвления для выполнения тех или иных производственных операций или складирования и с ответвлений — на основную трассу, как у толкающих конвейеров.
К преимуществам грузоведущих конвейеров относятся: 
- свободный ввод и вывод пустых и загруженных тележек из сферы действия движущейся цепи при непрерывном транспортировании грузов по всей трассе конвейера;
- возможность транспортирования тяжелых грузов (массой до 2,5 т и более), так как сила тяжести груза передается на пол, а не на подвесной путь;
- широкие возможности применения автоматизации и взаимодействия с напольными авто- и электротележками и погрузчиками при использовании поддонов;
- отсутствие заглублений и щелей в полу помещения, свободный осмотр всего механического и электрического оборудования, простота изменения трассы конвейера.

Недостатком является верхнее приложение тягового усилия, обусловливающее в отдельных случаях возможность опрокидывания тележки на наклонных участках трассы и при большой массе груза. Также к недостаткам можно отнести необходимость в прочном ровном поле по всему пути движения грузовых тележек.